# J.F.J. De Nul
J.F.J. de Nul — споруджений на замовлення бельгійської компанії Jan De Nul фрезерний земснаряд (cutter suction dredger). До появи в кінці 2010-х судна Spartacus був найпотужнішим фрезерним земснарядом у світі.

## Характеристики
Судно спорудили у 2003 році на нідерландській верфі IHC Dredgers (IHC Smit Kinderdijk) у Кіндердайку.
Пересування до місця виконання робіт здійснюється зі швидкістю до 12,5 вузла, що забезпечується приводом із двох моторів по 3,8 МВт (судно належить до дизель-електроходів).
Земснаряд призначений для робіт на глибинах до 36 метрів. Привід його фрези має потужність 7,6 МВт, а для видалення розрихленого нею ґрунту використовується занурений насос потужністю 3,8 МВт та розміщені на борту два насоси по 6 МВт. Силова установка судна має загальну потужність 27,2 МВт.
Вибірка та вивантаження ґрунту відбувається за допомогою труб діаметром 1 метр.
На борту забезпечується проживання 60 осіб.

## Завдання судна
Першим завдання судна стали роботи у Перській затоці біля узбережжя Об'єднаних Арабських Еміратів, Jan De Nul виграла підряд на намивання територій для всесвітньо відомого штучного архіпелагу «Пальма Джебель-Алі», що потребувало переміщення 135 млн м3 ґрунту. Окрім численних землесосних снарядів (найбільшим з яких був Juan Sebastián de Elcano), тут працювало і кілька фрезерних — окрім J.F.J. De Nul, це були також Leonardo Da Vinci та Marco Polo. Проєкт тривав з 2002 по 2006 роки, проте J.F.J. De Nul, котрий прибув сюди на початку березня 2004-го, вже у червні того ж року вирушив на Далекий Схід.
Біля узбережжя Сахаліну земснаряд до грудня 2004 року провадив роботи в інтересах освоєння офшорних Пільтун-Астохського та Лунського нафтогазоконденсатних родовищ (проєкт «Сахалін-2»). Зокрема, J.F.J. De Nul провадив розробку траншеї для виходу трубопроводу на берег острова. На початку листопада його задіяли у порятунку землесосного снаряда Cristoforo Colombo, котрий викинуло на мілину поблизу порту Холмськ. Тут J.F.J. De Nul прокладав траншею до загрузлого судна, при цьому вибраний ґрунт використовувався для зведення дамби навколо Cristoforo Colombo. Після її замкнення планувалось підвищити рівень води в утвореному імпровізованому «доці», поставити землесос на плав та перемістити на замкнену в межах дамби ділянку траншеї. Далі після руйнування стінки «доку» Cristoforo Colombo мав переміститись до сухого доку на ремонт. Всю операцію сподівались завершити не більш ніж за три тижні, щоб встигнути до наступного потужного зимового шторму. Втім, останній почався всього за кілька днів до завершення робіт, зруйнував дамбу та призвів до втрати аварійного судна.
На початку січня 2005-го J.F.J. De Nul перейшов через Тихий океан до Гондурасу, де поглиблював одну з місцевих гаваней. Звідси він перейшов до Колону для розширення та поглиблення входу в Панамський канал, після чого навесні 2005 року його очікувала невеличка робота в порту Порто-Кортес на атлантичному узбережжі Гондурасу.
У травні того ж року він прибув до північноморського узбережжя Великої Британії, де облаштовував траншею під трубопровід Лангелед, яким мав постачатися природний газ із норвезького родовища Ормен-Ланге. Попередні підготовчі роботи при цьому виконав землесосний снаряд Filippo Brunelleschi.
В кінці 2006-го Jan De Nul Group отримала замовлення на намив території в еміраті Дубаї за проєктом Нью-Айленд, що передбачав створення за 50 км від узбережжя в районі з глибинами 20 метрів острова хрестоподібної форми, призначеного для використання з рекреаційною метою. Тут над вибіркою та переміщенням 29 млн м3 ґрунту, окрім J.F.J. De Nul, працювали землесосні снаряди Juan Sebastian de Elcano та Gerardus Mercator.
У тому ж регіоні судно залучили на спорудженні порту Дукм в центральній частині східного узбережжя Оману (Аравійське море). Цей масштабний проєкт, розпочатий у 2008-му на позбавленому будь-якої інфраструктури пустельному узбережжі, потребував вилучення 62 млн м3 та намиву 12 млн м3 ґрунту, для чого використали більше десятка земснарядів, і в тому числі ще три фрезерних — Marco Polo, Fernão de Magalhães та Leonardo Da Vinci.
Іншим завданням 2000-х років став намив ґрунту в межах розширення гонконзького аеропорту Чек-Лап-Кок.
Наприкінці 2010 року судно почало роботи у підхідному каналі та басейні розвороту порту Тутікорин на узбережжі південноіндійського штату Тамілнад (Манарська затока). Тут разом з іншим фрезерним земснарядом Zheng He він повинен був вилучити 3,4 млн м3 твердих та особливо твердих ґрунтів. Роботи завершили у серпні 2011 року.
Далі по жовтень земснаряд проходив обслуговування в сухому доці Сінгапура, після чого узявся за проєкт Соуз-Вест-Крік по днопоглибленню і намиву території в австралійському порту Порт-Гедленд, через який відбувається вивіз залізної руди із регіону Пілбара. Роботи, замовником яких виступив гірничодобувний гігант BHP Billiton, тривали по липень 2012 року.
З серпня по грудень 2012-го J.F.J. De Nul здійснював поглиблення та розширення акваторії в катарському порту Рас-Лаффан, де велась модернізація верфі Erhama bin Jaber Al Jalahma Shipyard. Після цього протягом кількох місяців він перебував у порту Джебель-Алі (Об'єднані Арабські Емірати), де провадив підготовку до наступного завдання, а з травня 2013-го по травень 2014-го здійснював роботи по створенню підхідного каналу за проєктом нового катарського порту  New Doha Port Project. При цьому в лютому-квітні 2014-го року він також провадив вибірку ґрунту в порту Джебель-Алі для нового 4-го термінала сипучих вантажів та розширення 3-го контейнерного термінала.
Також J.F.J. De Nul був одним із 18 земснарядів (з яких 7 належало Jan De Nul — також використовувались Ibn Battuta, Zheng He, Fernão De Magalhães, Leonardo da Vinci, Kaerius і Hondius), котрі в період з листопада 2014-го по серпень 2015-го провели спорудження Другого Суецького каналу, що потребувало вибірки 195 млн м3. Ще до завершення єгипетського проєкту J.F.J. De Nul перейшов в Індію до Тутікорину, де з червня по грудень 2015 року працював над акваторіями причалу North Cargo Berth-II та двох причалів для суден з малою осадкою.
Першу половину 2016-го земснаряд провадив роботи на східному узбережжі затоки Карпентарія (Арафурське море), котра глибоко вдається з півночі в австралійський континент. Тут він виконував днопоглиблення на двох мілководних ділянках річки Embley, а також в одній глибоководній зоні у відкритому морі біля Бойд-Поінт. Це було необхідне для проєкту нового терміналу з експорту бокситів, котрий споруджувала компанія Rio Tinto Alcan. Другу половину цього ж року судно провело біля узбережжя Східної Африки, де здійснювало поглиблення підхідного каналу довжиною 76 км до мозамбіцького порту Мапуту. разом з ним тут перебували ґрунтовідвізні шаланди Arent, Leeuw та De Lapérouse.
У серпні та вересні 2017-го J.F.J. De Nul здійснював поглиблювальні та підготовчі роботи в тайванських портах Тайбей і Лінькоу. Після цього четвертий квартал року він провів над завданням по вилученню скельних порід з підхідного каналу довжиною 35,5 км та басейнів розвороту і якірних стоянок мумбайського порту Jawaharlal Nehru Port Trust.
Перший квартал 2018-го судно знову провело у порту Тутикорін, де збільшило глибини біля каботажного причалу з 4,4 до 11 метрів. Тут потрібно було вибрати 0,4 млн м3 вапняків та пісковиків, які через плавучий трубопровід та наземну конвеєрну стрічку (остання перетинала трубопровід для мономеру вінілхлорида та залізницю) подавались до зони намиву біля південного хвилеламу. 
В якийсь момент між першим кварталом 2018-го та першим кварталом 2019-го "J.F.J. De Nul" залучали до робіт над модернізацією старого порту Дохи (Катара).
Весною 2019 року "J.F.J. De Nul" разом із землесосним снарядом De Bougainville та ґрунтовідвізною шаландою La Boudeuse здійснювали днопоглиблення у російському порту Восточний, яке знадобилось для розширення суднобудівного заводу «Звезда». 
Влітку 2019-го судно почало діяльність в індонезійському порту Бату-Ампар (острів Батам) над проєктом контейнерного термінала. Роботи тривали щонайменше до лютого 2020 року.
Відомо про участь "J.F.J. De Nul" в роботах над розвитком бангладеського порту Пайра, де між листопадом 2022-го та березнем 2023-го також працювали фрезерний земснаряд "Ibn Battuta" та землесосні снаряди "James Cook", "Diogo Cao", "Bougainville" та "Francesco Di Giorgio", що сумісно вилучили біля 50 млн м3 грунту для доведення глибин до 10,5 метрів.
У вересні 2024-го "J.F.J. De Nul"  узявся за роботи в австралійському Порт-Гедленді (північно-західне узбережжя континенту), де в межах проекту розвитку терміналу для генеральних вантажів Ламсден-Пойнт потрібно було вилучити 1 млн м3 грунту.
Навесні 2025-го земснаряд працював у індійському порту Тутікорін, де глибини мали довести до 14,2 метра.